# Oxycephalus piscatoris
Oxycephalus piscatoris är en kräftdjursart. Oxycephalus piscatoris ingår i släktet Oxycephalus och familjen Oxycephalidae. Inga underarter finns listade i Catalogue of Life.